# Paulina Matos
Paulina Pérez Matos (Guadalajara, Jalisco, 19 de agosto de 1991) es una actriz mexicana. 
Estudió en CasAzul – Artes Escénicas Argos y tomó diversos talleres de actuación de manera independiente, entre ellos un curso de cine con la también actriz Cecilia Suárez y otro con el director Luis Mandoki. Además cursó talleres en Miami, donde tuvo la oportunidad de iniciar su carrera en la cadena de televisión Telemundo.

## Carrera

### Televisión
Paulina Matos debutó en 2015 en la serie de televisión La querida del centauro. Un año más tarde filmó para Netflix el proyecto Juana Inés donde interpretó al personaje de María Luisa de Toledo y Carreto.
En 2016 también trabajó de nuevo en la cadena Telemundo dentro de la producción La Doña, con el papel de Altagracia joven (personaje interpretado por Araceli Arámbula) y por primera vez colaboró con TV Azteca en la serie Entre correr y vivir. 
En 2017 y 2018 participó en las telenovelas Milagros de Navidad y Mi familia perfecta, ambas grabadas en Estados Unidos.
En 2019 formó parte del elenco de la serie Preso no. 1, donde compartió pantalla con grandes actores de la televisión mexicana como Damian Alcázar, Otto Sirgo, Arturo Peniche y Luis Gatica, y donde realizó el papel de Sara Alvarado, la hija del presidente de México, el cual representó un gran desafío para la actriz debido a la rebeldía y la complejidad psicológica que implicó el personaje.
En el 2020 regresa a Netflix con la producción de Argos Oscuro deseo en el papel de Edith Ballesteros y en el 2021 regresa a Televisa en ¿Qué le pasa a mi familia? con el papel de Constanza Astudillo Anaya.
En 2022 realiza su primer antagónico en la telenovela La herencia con el personaje de Julieta Millán y comparte créditos con Michelle Renaud, Matías Novoa y Elizabeth Álvarez.
Actualmente, podemos ver a Paulina en El Ángel de Aurora, interpretando a Helena Murrieta, la protagonista juvenil de esta historia en emisión por Las Estrellas a las 4:30 pm.

### Cine
En la pantalla grande, ha participado en diversos proyectos, entre los que destacan las cintas Como te ves me vi de Amazon Prime lanzada en 2015; La danza de las fieras del productor Stacy Perskie en 2017; Lo más sencillo es complicarlo todo para Netflix donde compartió créditos con Danna Paola  del director René Bueno; y Te juro que yo no fui de Joaquín Bissner.

## Filmografía

### Televisión
| Año       | Título                     | Personaje                         | Notas |
| --------- | -------------------------- | --------------------------------- | ----- |
| 2024-2025 | El ángel de Aurora         | Helena Murrieta                   |       |
| 2022      | La herencia                | Julieta Millán Gutiérrez          |       |
| 2021      | ¿Qué le pasa a mi familia? | Constanza Astudillo Anaya         |       |
| 2020      | Oscuro deseo               | Edith Ballesteros                 |       |
| 2019      | Preso no. 1                | Sara Alvarado                     |       |
| 2018      | Mi familia perfecta        | Penélope Díaz                     |       |
| 2017      | Milagros de navidad        | Lorena González                   |       |
| 2016      | La Doña                    | Altagracia Sandoval Ramos (Joven) |       |
| 2016      | Entre correr y vivir       | Conchita                          |       |
| 2016      | Juana Inés                 | María Luisa de Toledo y Carreto   |       |
| 2016      | La querida del centauro    | Yolanda joven                     |       |

### Cine
| Año  | Título                              | Personaje       |
| ---- | ----------------------------------- | --------------- |
| 2018 | Te Juro que yo no fui               | Joven enamorada |
| 2018 | Lo más sencillo es complicarlo todo | Chantal         |
| 2017 | La danza de las fieras              | Lorena          |
| 2016 | A través del Amor                   | Karina          |
| 2015 | La Paloma y el Cuervo               | Enamorada       |
| 2015 | Como te ves me vi                   | Lucía           |
| 2015 | El Ocaso del Cazador                | Nieta Sosa      |